# Златорог
Златоро́г (словен. Zlatorog) — легендарная серна, жившая в словенских Альпах. Предание о дикой белой серне происходит из окрестностей Триглава. У неё были золотые рога и сад на вершине Триглава, в котором она хранила тайные сокровища. Когда один жадный охотник попытался овладеть сокровищами, он подкрался к Златорогу и застрелил его. Из его крови вырос на этом месте волшебный цветок, вернувший Златорогу жизнь. Разъярённый Златорог убил злодея, после чего разрушил свой сад и с тех пор никто его больше не видел.
Сегодня Златорог — эмблема словенской пивной марки «Лашко Пиво».